# Мадруга, Тереза
Тереза Мадруга (порт. Teresa Madruga; род. 18 марта 1953, Фаял, Азорские острова) — португальская актриса театра и кино.

## Биография
В 1976 году дебютировала на сцене лиссабонского Театра Троицы в драме Кроммелинка Les Amants puérils. С конца 1980-х постоянно сотрудничает со столичным театром Рог изобилия в постановках Луиша Мигеля Синтры (пьесы Жила Висенте, Лопе де Веги, Шекспира, Гарсиа Лорки, Пиранделло, Беккета) и Руя Мендеша (Три сестры Чехова).Снимается в телесериалах.

## Избранная фильмография
- 1977: Madrugada (Луиш Коуту)
- 1978: Alexandre e Rosa (Жуан Ботелью, короткометражный)
- 1981: Oxalá (Антониу-Педру Вашконселуш)
- 1981: Франсишка (Мануэл де Оливейра)
- 1982: Visita ou Memórias e Confissões (Мануэл де Оливейра)
- 1982: Silvestre (Жуан Сезар Монтейру)
- 1983: No Speaking (Луиш Фонсека Фернандиш)
- 1983: В белом городе / Dans la ville blanche (Ален Таннер)
- 1983: A Estrangeira (Жуан Мариу Грилу)
- 1984: Guerra de Mirandum (Фернанду Матуш Силва)
- 1984: O Lugar do Morto (Антониу-Педру Вашконселуш)
- 1985: Асперн/ Aspern (Эдуарду де Грегориу)
- 1985: Les Destins de Manoel (Рауль Руис)
- 1987: D’après Maria (Жан-Клод Робер, премия за лучшую женскую роль на Фестивале короткометражных фильмов в Бресте, номинация на премию Британской киноакадемии и премию Сезар)
- 1988: Matar Saudades (Фернанду Лопиш)
- 1992: Adeus Princesa (Жоржи Пайшан да Кошта)
- 1992: День отчаяния/ O Dia do Desespero (Мануэл де Оливейра)
- 1993: Долина Авраама/ Vale Abraão (Мануэл де Оливейра)
- 1995: Ностальгия/ Nostalgia (Франсишку Мансу)
- 1995: Утверждает Перейра/ Sostiene Pereira (Роберто Фаэнца)
- 1998: No Caminho para a Escola (Марку Мартинш)
- 1998: Sapatos Pretos (Жуан Канижу)
- 2001: Ganhar a Vida (Жуан Канижу)
- 2002: O Gotejar da Luz (Фернанду Вендрелл)
- 2003: Великий пост/ Quaresma (Жузе Алвару Морайш)
- 2004: Kiss Me (Антониу да Кунья Теллиш)
- 2005: Одетта (в России — Двое бродяг) / Odete (Жуан Педру Родригиш)
- 2005: Фаталист/ O Fatalista (Жуан Ботелью)
- 2006: Pele (Фернанду Вендрелл)
- 2007: O Capacete Dourado (Жоржи Крамиз)
- 2011: Кровь от крови моей/ Sangue do Meu Sangue (Жуан Канижу)
- 2012: Demain? (Кристина Лоран)
- 2012: Табу/ Tabu (Мигел Гомеш)
- 2012: Только представь!/ Imagine (Анджей Якимовский)
- 2013: Tanto Para Andar Até Dormir (Руй Эшперанса, короткометражный)
- 2014: Тысяча и одна ночь/ As 1001 Noites (Мигел Гомеш)

## Признание
Театральная премия имени Алмейды Гаррета (1988). Входила в жюри кинофестивалей в Клермон-Ферране, Валенсии.